# 念珠脊龙胆
念珠脊龙胆（学名：Gentiana moniliformis）是龙胆科龙胆属的植物，是中国的特有植物。分布于中国大陆的云南等地，生长于海拔2,100米的地区，一般生于向阳草坡。